# Gruit

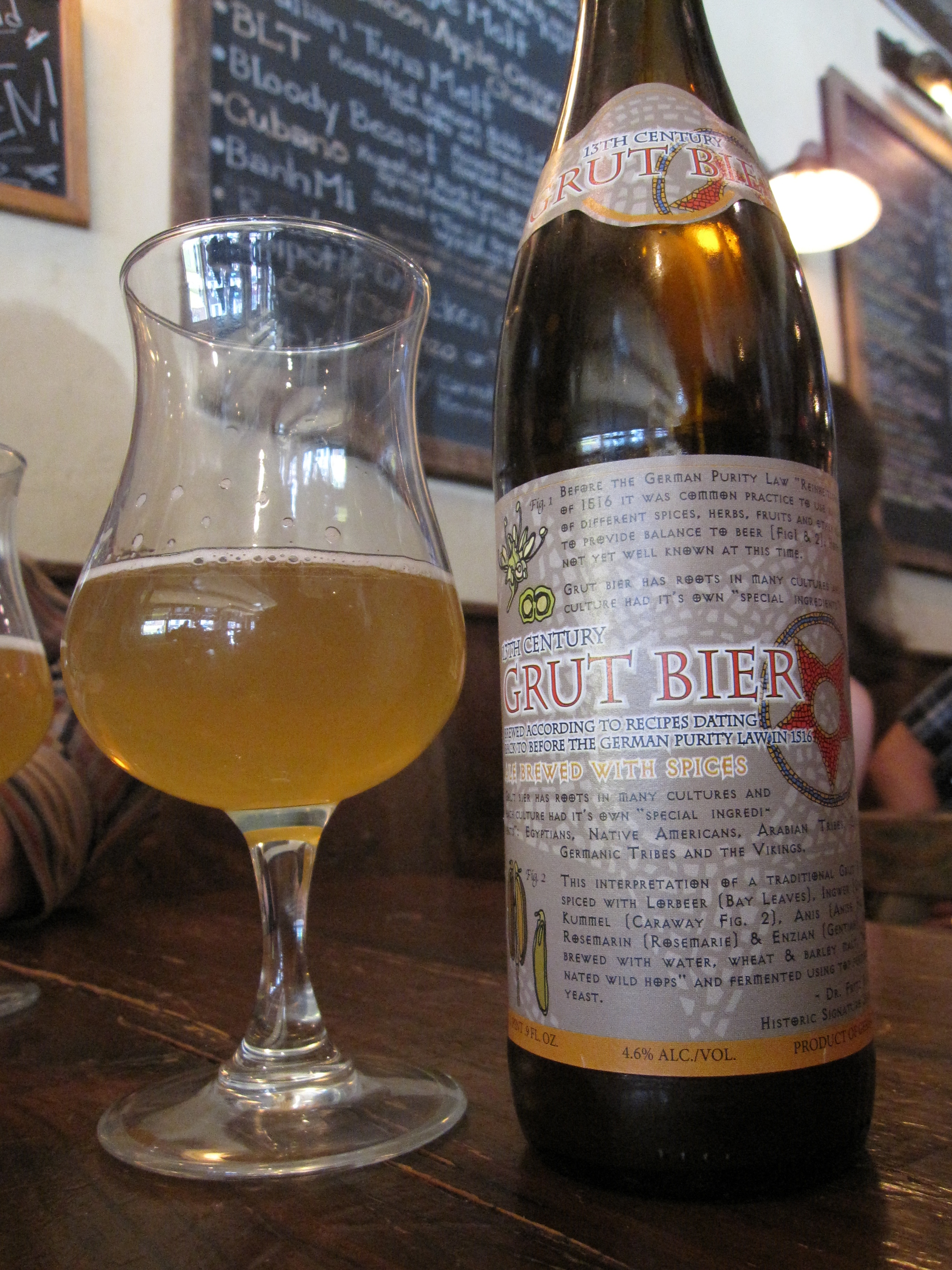
Gruit z Bavorska

Gruit (též grut) je původně směs bylin používaná pro ochucení a dodání hořkosti pivu namísto chmele, může ale znamenat též samotné pivo vyrobené (ochucené) tímto postupem. Slovo pochází z oblasti dnešní Belgie, Nizozemska a severozápadního Německa.

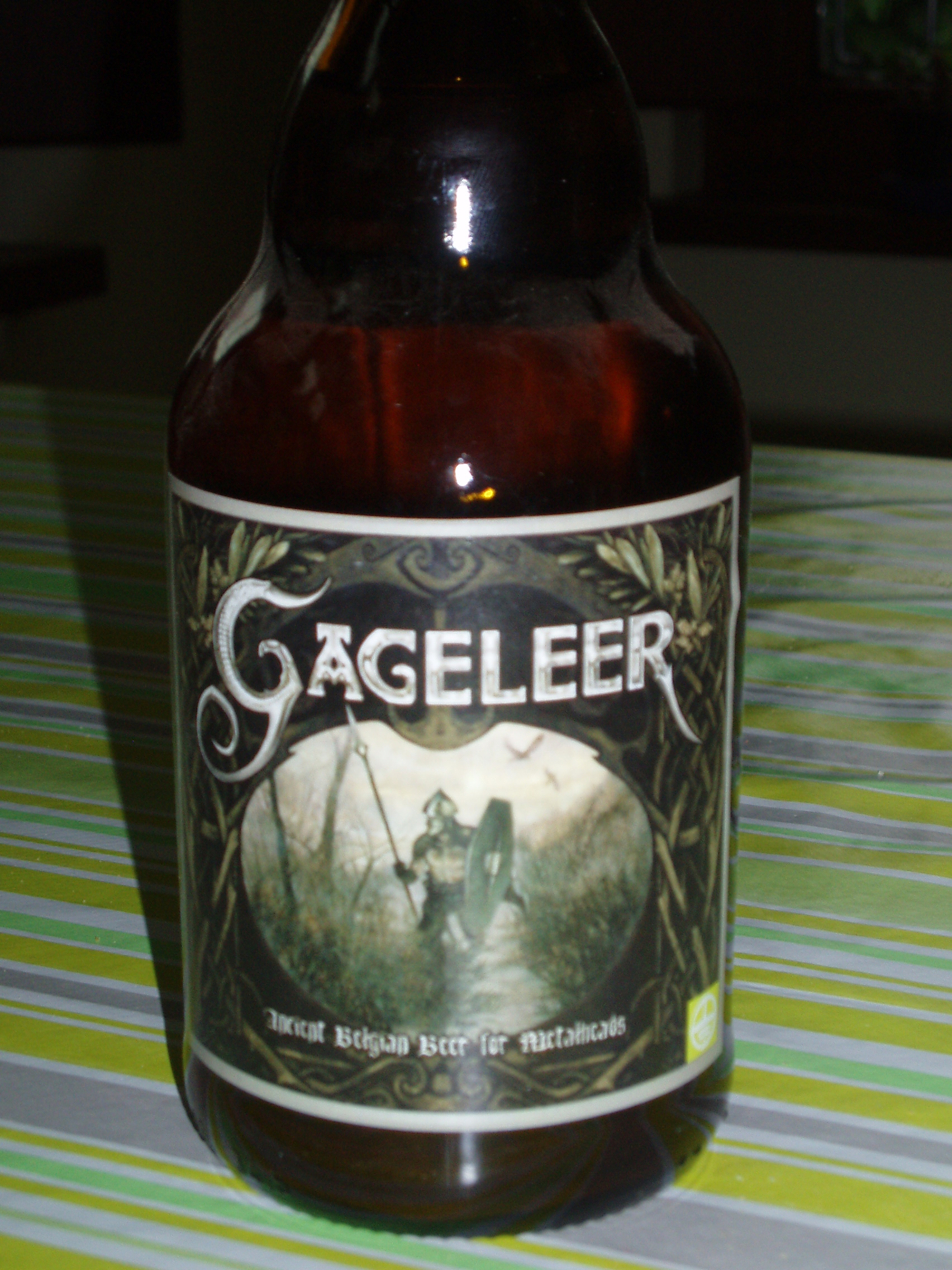
Belgické pivo Gageleer ochucené vřesnou bahenní

## Historie
Svrchně kvašená bylinná piva se v Evropě vařila již v 10. století, nahrazení bylin chmelem proběhlo postupně ve 14. a 15. století a prakticky uzákoněno bylo německým Výnosem o čistotě (Reinheitsgebot) z roku 1516. Lokálně se ale vařilo až do 17. století, například ve Vestfálsku.
Každý pivovarník užíval většinou své vlastní směsi podle rostlin dostupných v jeho okolí a podle toho, jaké chuti a vůně piva chtěl dosáhnout. K nejčastějším patřil vřes, popenec, jablečník, řebříček, tužebník jilmový, pelyněk černobýl či pelyněk pravý, později též puškvorec; v baltském prostoru to byl rojovník a vřesna bahenní (Myrica gale), v jižní Evropě rozmarýna, šalvěj, tymián nebo vavřín. Časté bylo též ochucování piva čerstvými větvičkami jehličnanů, hlavně jalovce (u něho též bobulemi) nebo smrku, případně kořením (anýz, kmín atp.).

## Gruit v současné době
Určitou renesanci zažívá tento pivní styl se vznikem řemeslných minipivovarů a hnutí Craft Beer po roce 1990, především v Severní Americe. V Česku vyrábí gruit například pivovary Axiom, Volt, Lobeč nebo Sibeeria.
Pro zvýšení povědomí o historickém způsobu vaření piva a pro jeho propagaci byl stanoven 1. únor jako Mezinárodní den gruitu, který probíhá od roku 2013.